# Љуптен
Љуптен је насеље у Србији у општини Алексинац у Нишавском округу. Према попису из 2022. било је 183 становника (према попису из 1991. било је 486 становника).

## Демографија
У насељу Љуптен живи 347 пунолетних становника, а просечна старост становништва износи 48,3 година (45,7 код мушкараца и 51,4 код жена). У насељу има 126 домаћинстава, а просечан број чланова по домаћинству је 3,24.
Ово насеље је скоро у потпуности насељено Србима (према попису из 2002. године), а у последња три пописа, примећен је пад у броју становника.
|  |

| Демографија | Демографија | Демографија |
| Година      | Становника  | Становника  |
| ----------- | ----------- | ----------- |
| 1948.       | 659         |             |
| 1953.       | 808         |             |
| 1961.       | 775         |             |
| 1971.       | 742         |             |
| 1981.       | 633         |             |
| 1991.       | 486         | 477         |
| 2002.       | 408         | 425         |

| Етнички састав према попису из 2002.‍ | Етнички састав према попису из 2002.‍ | Етнички састав према попису из 2002.‍ | Етнички састав према попису из 2002.‍ | Етнички састав према попису из 2002.‍ |
| ------------------------------------ | ------------------------------------ | ------------------------------------ | ------------------------------------ | ------------------------------------ |
|                                      |                                      |                                      |                                      |                                      |
| Срби                                 | Срби                                 |                                      | 406                                  | 99,50%                               |
| Црногорци                            | Црногорци                            |                                      | 1                                    | 0,24%                                |
| непознато                            | непознато                            |                                      | 1                                    | 0,24%                                |

| Година пописа     | 1948. | 1953. | 1961. | 1971. | 1981. | 1991. | 2002. |
| ----------------- | ----- | ----- | ----- | ----- | ----- | ----- | ----- |
| Број домаћинстава | 138   | 171   | 172   | 169   | 160   | 149   | 126   |

| Број чланова      | 1  | 2  | 3  | 4  | 5  | 6  | 7 | 8 | 9 | 10 и више | Просек |
| ----------------- | -- | -- | -- | -- | -- | -- | - | - | - | --------- | ------ |
| Број домаћинстава | 21 | 43 | 17 | 11 | 10 | 16 | 5 | 2 | 1 | 0         | 3,24   |

| Пол    | Укупно | Неожењен/Неудата | Ожењен/Удата | Удовац/Удовица | Разведен/Разведена | Непознато |
| ------ | ------ | ---------------- | ------------ | -------------- | ------------------ | --------- |
| Мушки  | 185    | 33               | 132          | 16             | 3                  | 1         |
| Женски | 170    | 6                | 131          | 30             | 3                  | 0         |
| УКУПНО | 355    | 39               | 263          | 46             | 6                  | 1         |

| Пол    | Укупно                    | Пољопривреда, лов и шумарство | Рибарство                            | Вађење руде и камена | Прерађивачка индустрија       |
| ------ | ------------------------- | ----------------------------- | ------------------------------------ | -------------------- | ----------------------------- |
| Мушки  | 97                        | 71                            | 0                                    | 1                    | 13                            |
| Женски | 59                        | 42                            | 0                                    | 0                    | 0                             |
| УКУПНО | 156                       | 113                           | 0                                    | 1                    | 13                            |
| Пол    | Производња и снабдевање   | Грађевинарство                | Трговина                             | Хотели и ресторани   | Саобраћај, складиштење и везе |
| Мушки  | 0                         | 2                             | 2                                    | 0                    | 1                             |
| Женски | 0                         | 0                             | 3                                    | 0                    | 0                             |
| УКУПНО | 0                         | 2                             | 5                                    | 0                    | 1                             |
| Пол    | Финансијско посредовање   | Некретнине                    | Државна управа и одбрана             | Образовање           | Здравствени и социјални рад   |
| Мушки  | 0                         | 0                             | 3                                    | 0                    | 3                             |
| Женски | 0                         | 0                             | 0                                    | 0                    | 13                            |
| УКУПНО | 0                         | 0                             | 3                                    | 0                    | 16                            |
| Пол    | Остале услужне активности | Приватна домаћинства          | Екстериторијалне организације и тела | Непознато            | Непознато                     |
| Мушки  | 0                         | 0                             | 0                                    | 1                    | 1                             |
| Женски | 0                         | 1                             | 0                                    | 0                    | 0                             |
| УКУПНО | 0                         | 1                             | 0                                    | 1                    | 1                             |